# Нан-Ми-Токи (микрорегион)

Нан-Ми-Токи на карте.

Нан-Ми-Токи (порт. Microrregião de Não-Me-Toque) — микрорегион в Бразилии, входит в штат Риу-Гранди-ду-Сул. Составная часть мезорегиона Северо-запад штата Риу-Гранди-ду-Сул. 
Население составляет 	42 221	 человек (на 2010 год). Площадь — 	1 495,058	 км². Плотность населения — 	28,24	 чел./км².

## Демография
Согласно сведениям, собранным в ходе переписи 2010 г. Национальным институтом географии и статистики (IBGE), население микрорегиона составляет:						
| Полное население                             | Полное население                             | Полное население                             | Полное население                             | 42 221 |
| -------------------------------------------- | -------------------------------------------- | -------------------------------------------- | -------------------------------------------- | ------ |
| в том числе:                                 | Городское население                          | 31 335                                       | Процент городского населения, %              | 74,22  |
|                                              | Сельское население                           | 10 886                                       | Процент сельского населения, %               | 25,78  |
|                                              | Мужское население                            | 20 738                                       | Процент мужского населения, %                | 49,12  |
|                                              | Женское население                            | 21 483                                       | Процент женского населения, %                | 50,88  |
| Плотность населения, чел/км²                 | Плотность населения, чел/км²                 | Плотность населения, чел/км²                 | Плотность населения, чел/км²                 | 28,24  |
| Население микрорегиона в % к населению штата | Население микрорегиона в % к населению штата | Население микрорегиона в % к населению штата | Население микрорегиона в % к населению штата | 0,39   |

## Статистика
- Валовой внутренний продукт на 2003 составляет 815 796 937,00 реалов (данные: Бразильский институт географии и статистики).
- Валовой внутренний продукт на душу населения на 2003 составляет 19 420,57 реалов (данные: Бразильский институт географии и статистики).
- Индекс развития человеческого потенциала на 2000 составляет 0,786 (данные: Программа развития ООН).

## Состав микрорегиона
В составе микрорегиона включены следующие муниципалитеты:
1. Колораду
2. Лагоа-дус-Трес-Кантус
3. Нан-Ми-Токи
4. Селбаш
5. Тапера
6. Тиу-Угу
7. Витор-Грэфф